# Amite City
Amite City, Amite, är administrativ huvudort i Tangipahoa Parish i Louisiana. Vid 2010 års folkräkning hade Amite City 4 141 invånare.

## Kända personer från Amite City
- John Bel Edwards, politiker